# Cantharellus subincarnatus
Cantharellus subincarnatus är en svampart som beskrevs av Eyssart. & Buyck 2001. Cantharellus subincarnatus ingår i släktet Cantharellus och familjen kantareller.   Inga underarter finns listade i Catalogue of Life.